# Ніїґата
37°54′58″ пн. ш. 139°1′11″ сх. д. / 37.91611° пн. ш. 139.01972° сх. д.
Ніїґа́та (яп. 新潟市, にいがたし, МФА: [ɲiːgata ɕi̥]) — місто в Японії, в префектурі Ніїґата.

## Короткі відомості
Розташоване в північно-східній частині префектури, на березі Японського моря, в нижній течії річки Сінано. Адміністративний центр префектури. Входить до списку міст державного значення Японії. Виникло на основі портового містечка раннього нового часу. Стало міжнародним портом після укладання японсько-американського договору 1858 року. Отримало статус міста 1 квітня 1889 року. Основою економіки є рибальство, машинобудування, хімічна промисловість, видобуток і переробка нафти і природного газу, комерція. Станом на 1 квітня 2009 площа району становила 726,10 км². Станом на 1 червня 2011 населення району становило 812 041 осіб.

## Географія
Ніїґата розташована на берегах Японського моря і має багато лагун — Фукусіма, Тояно та інші. Містом також протікають дві великі річки Сінано і Аґано. Через це Ніїґату інколи називають «столицею води».

### Клімат
Місто знаходиться у зоні, котра характеризується вологим субтропічним кліматом. Найтепліший місяць — серпень із середньою температурою 26.6 °C (79.9 °F). Найхолодніший місяць — січень, із середньою температурою 2.8 °С (37 °F).
| Клімат Ніїґати                                                                | Клімат Ніїґати | Клімат Ніїґати | Клімат Ніїґати | Клімат Ніїґати | Клімат Ніїґати | Клімат Ніїґати | Клімат Ніїґати | Клімат Ніїґати | Клімат Ніїґати | Клімат Ніїґати | Клімат Ніїґати | Клімат Ніїґати | Клімат Ніїґати |
| Показник                                                                      | Січ.           | Лют.           | Бер.           | Квіт.          | Трав.          | Черв.          | Лип.           | Серп.          | Вер.           | Жовт.          | Лист.          | Груд.          | Рік            |
| Абсолютний максимум, °C                                                       | 15             | 16             | 25             | 28             | 32             | 32             | 36             | 37             | 36             | 30             | 25             | 20             | 37             |
| Середній максимум, °C                                                         | 5,5            | 6              | 9,7            | 16             | 21             | 24,5           | 28,2           | 30,6           | 26,2           | 20,3           | 14,2           | 8,7            | 17,6           |
| Середня температура, °C                                                       | 2,8            | 2,9            | 5,8            | 11,5           | 16,5           | 20,7           | 24,5           | 26,6           | 22,5           | 16,4           | 10,5           | 5,6            | 13,9           |
| Середній мінімум, °C                                                          | 0,2            | 0,1            | 2,3            | 7,3            | 12,7           | 17,6           | 21,7           | 23,4           | 19,2           | 12,8           | 7              | 2,7            | 10,6           |
| Абсолютний мінімум, °C                                                        | −7             | −10            | −4             | −1             | 2              | 10             | 13             | 15             | 10             | 3              | 0              | −6             | −10            |
| Середня кількість сонячних годин на місяць                                    | 57,1           | 75,1           | 128,4          | 181,8          | 200,2          | 173,1          | 169,4          | 214,9          | 150,7          | 144,0          | 89,9           | 60,5           | 1642,5         |
| Норма опадів, мм                                                              | 190            | 120            | 100            | 100            | 90             | 110            | 170            | 120            | 170            | 160            | 190            | 230            | 1790           |
| Днів з опадами                                                                | 23,9           | 19,7           | 17,8           | 12,9           | 11,3           | 11,2           | 13,4           | 9,5            | 13,4           | 15,8           | 19,5           | 24,2           | 192,6          |
| Днів зі снігом                                                                | 22,9           | 20,2           | 11,4           | 0,9            | 0              | 0              | 0              | 0              | 0              | 0              | 2,1            | 13,3           | 70,8           |
| Вологість повітря, %                                                          | 72             | 71             | 67             | 65             | 69             | 74             | 77             | 73             | 73             | 71             | 71             | 72             | 71             |
| ----------------------------------------------------------------------------- | -------------- | -------------- | -------------- | -------------- | -------------- | -------------- | -------------- | -------------- | -------------- | -------------- | -------------- | -------------- | -------------- |
| Джерело: Weatherbase, Метеорологічне управління Японії (сонце, дні з опадами) |                |                |                |                |                |                |                |                |                |                |                |                |                |

## Історія
У період Едо (1603–1867) сільські поселення на території сучасного міста розвилися у портове містечко Ніїґата, яке стало одним із головних осередків торгівлі на Японському морі. 1858 року Японія, яка перебувала у ізоляції від країн Заходу, відкрила цей порт для суден США та Великої Британії, перетворивши Ніїґату на центр міжнародної торгівлі. Під час Другої світової війни місто зазнало нищівних руйнувань, але відродилося. 1996 року воно було зараховане до особливих міст Японії, а з 2005 року стала містом державного значення.
Сьогодні Ніїґата є найбільшим населеним пунктом на узбережжі Японського моря. Через те, що місто розрослося за рахунок поглинання сусідніх провінційних містечок і сіл, де переважають аграрні краєвиди, його інколи жартома називають «місто державного значення фермерського типу».

## Адміністративний поділ
Ніїґата поділяється на 8 міських районів:
1. Акіха
2. Кіта
3. Конан
4. Мінамі
5. Нісі
6. Нісікан
7. Тюо
8. Хіґасі

## Безпека
- У Ніїґаті розташований регіональний штаб Управління морської безпеки Японії. Він забезпечує безпеку кордонів та територіальних вод Японії в районі префектур Ніїґата, Тояма, Ішікава, Наґано[8].

## Транспорт
- Аеропорт Ніїґата
- Станція сінкансен.

## Освіта
- Ніїґатський університет

## Відомі особистості
В поселенні народився:
- Бін Сімада (* 1954) — японський сейю.